# Ángel Hernández-Ranera de Diego
Ángel Hernández-Ranera de Diego (ur. 1 października 1877 w Pastranie, zm. 16 sierpnia 1936 Fuente el Fresno) – hiszpański franciszkanin, prezbiter, misjonarz, męczennik chrześcijański i błogosławiony Kościoła rzymskokatolickiego.

## Biografia
Urodzony w Pastranie (Guadalajara) 1 października 1877 roku, ochrzczony 2 października 1877 roku w miejscowej parafii. Rodzice Felix i Manuela mieli czworo dzieci. Od dziecka był ministrantem, następnie zakrystianem w kościele przy klasztorze sióstr koncepcjonistek w Pastranie. W latach 1890–1892 uczestniczył w kursach organizowanych przez franciszkanów dla aspirantów do życia zakonnego. Zakonnikiem był jego kuzyn Victoriano Ranera. Ángel Hernández wstąpił do nowicjatu franciszkańskiego w klasztorze San Pasquale w Pastranie, przyjmując habit zakonny 29 października 1892 roku. Pierwszą profesję zakonną złożył 29 października 1893 roku. W Pastranie odbył studia filozoficzne. Teologię studiował najpierw w La Puebla de Montalbán (1895–1896), następnie w Consuegra (1896–1899). Śluby wieczyste złożył w Consuegra 5 czerwcu 1897 roku. Święcenia kapłańskie przyjął w Ciudad Real 9 czerwca 1900 roku.
Jako młody prezbiter pracował w klasztorach w Almagro oraz Almansie (Albacete). Następnie wyjechał na misje na Filipiny. Wyruszył z Barcelony 6 stycznia 1906 roku. Pierwszy rok spędził w Manili w klasztorze przy kościele San Francisco de Intramuros. Później skierowano go do pracy jako proboszcz na wyspie Samar. Przebywał kolejno w: Allen (1909–1919), Catubig (1919–1924) oraz Laoag (1924–1929). W różnych parafiach odbudowywał zniszczone przez monsuny kościoły, zakładał organizacje katolickie, dbał o rozwój tercjarstwa franciszkańskiego wśród wiernych. Na Filipinach spędził 23 lata. Do Hiszpanii wrócił 25 lipca 1929 roku. Po powrocie do rodzimej prowincji zakonnej pracował kolejno w klasztorach w: Alcázar de San Juan (Ciudad Real) 1929–1932, Quintanar de la Orden (1932–1935) i Consuegra. Ostatnie lata przed śmiercią był wychowawcą młodych braci. Rozstrzelano go podczas hiszpańskiej wojny domowej w Boca de Balondillo (Fuente el Fresno, Ciudad Real) 16 sierpnia 1936 roku. Ciało zostało ekshumowane i przeniesione do klasztoru franciszkanów San Juan de los Reyes w Toledo.

## Beatyfikacja
O. Hernández-Ranera de Diego OFM został ogłoszony błogosławionym wraz z innymi 497 męczennikami hiszpańskimi przez papieża Benedykta XVI na Placu Świętego Piotra 28 października 2007 roku. Mszy przewodniczył prefekt Kongregacji Spraw Kanonizacyjnych kardynał José Saraiva Martins.
Wspomnienie liturgiczne obchodzone jest jako obowiązkowe przez zakony franciszkańskie na terenie Hiszpanii, przypada 6 listopada.